# Závod
Závod (bis 1927 slowakisch „Závody“; ungarisch Pozsonyzávod – bis 1907 Závod) ist eine Gemeinde in der Westslowakei.

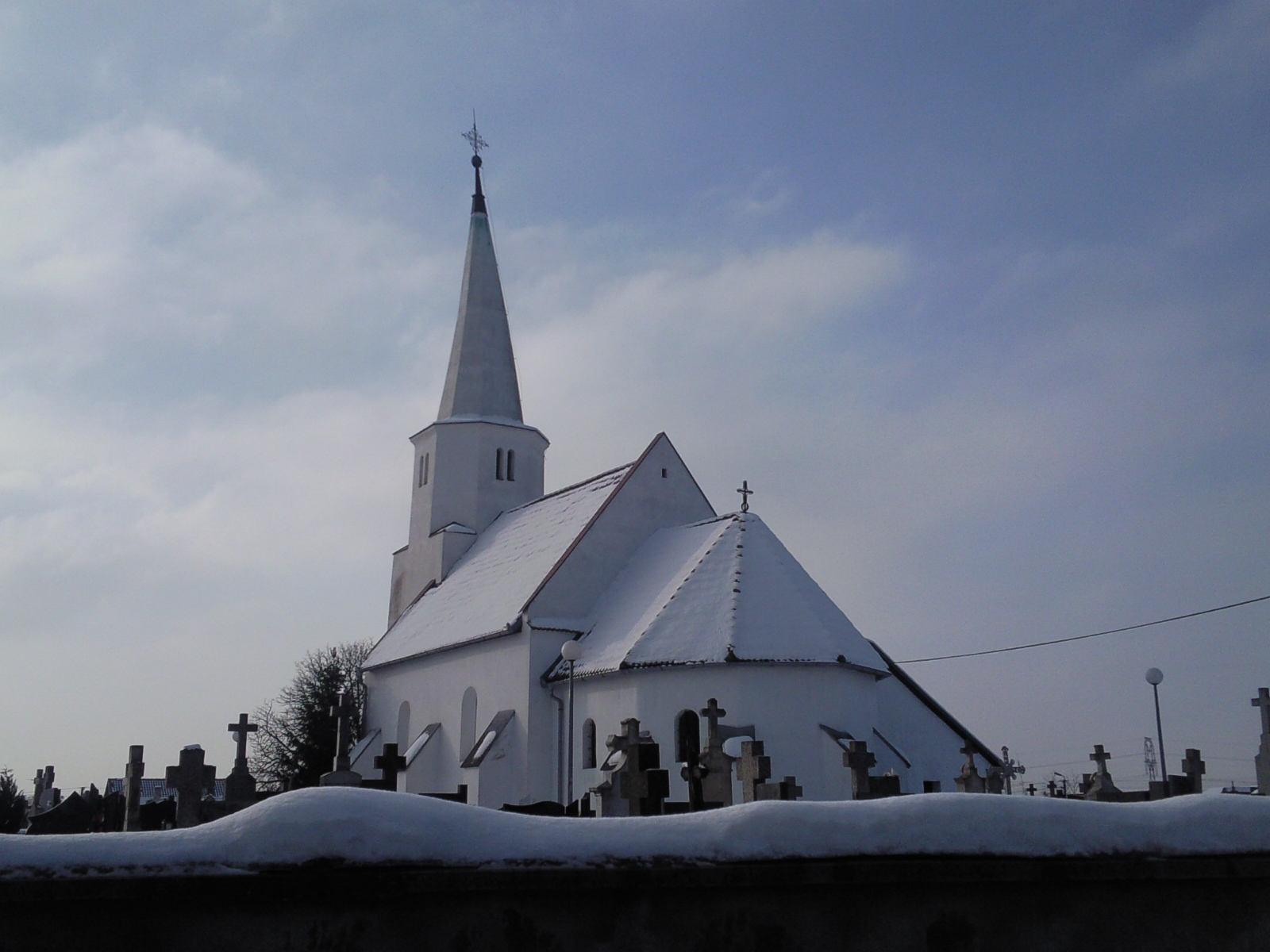
Kirche im Ort

## Lage
Sie liegt in der Region Záhorie in der Niederung Záhorská nížina, etwa 14 km nördlich der westslowakischen Stadt Malacky und etwa 50 km von der Hauptstadt Bratislava. Auf Teilen des Gemeindegebiets befindet sich das Naturreservat Abrod sowie westlich der Autobahn D2 eine Haltestelle der Bahnstrecke Bratislava–Kúty–Břeclav.

## Geschichte
Die erste schriftliche Erwähnung erfolgte 1557 als Zawad. Der Name soll sich vom ungarischen Wort „zab“ für Hafer ableiten. Závod heißt eigentlich „za vodu“ und bedeutet im Deutschen „hinter dem/beim Wasser“, gemeint ist: hinter dem/beim Fluss March.

## Bevölkerung
| Jahr                | 1994 | 2004    | 2014    | 2024    |
| ------------------- | ---- | ------- | ------- | ------- |
| Anzahl der Personen | 2532 | 2664    | 2792    | 2938    |
| Unterschied         |      | +5,21 % | +4,80 % | +5,22 % |

| Jahr                | 2023 | 2024    |
| ------------------- | ---- | ------- |
| Anzahl der Personen | 2956 | 2938    |
| Unterschied         |      | −0,60 % |

## Sehenswürdigkeiten
- Der Jungfrau Maria geweihte römisch-katholische Kirche im gotischen Baustil aus dem Jahre 1339 (1777 renoviert)
- Dem Erzengel Michael geweihte römisch-katholische Kirche im neogotischen Baustil aus dem Jahre 1899
- Siehe auch: Liste der denkmalgeschützten Objekte in Závod

## Söhne und Töchter
- Štefan Vrablec (1925–2017), römisch-katholischer Geistlicher und Weihbischof in Bratislava-Trnava